# Konjic
Konjic (Servisch: Коњиц) is een stad in Bosnië en Herzegovina, die ligt aan de rivier de Neretva. De stad is gelegen in het kanton Herzegovina-Neretva.
Tijdens de volkstelling van 1991 had de stad 43.878 inwoners: 23.815 Bosniërs (54,3%), 11.513 Kroaten (26,2%), 6620 Serviërs (15,1%) en 1930 overigen (4,4%).
In 1997, ongeveer twee jaar na de oorlog, was de demografie drastisch veranderd en had de stad ongeveer 32.000 inwoners: 92,7% Bosniërs, 4,7% Kroaten, 2,4% Serviërs en 0,2% overig.
De stad is bekend vanwege zijn houtsnijwerk. Allerlei voorwerpen, van kistjes tot meubels, zijn handgesneden. Er zijn diverse werkplaatsen te vinden in de kleine straatjes, waar men zit te snijden. In de burgeroorlog zijn diepe wonden geslagen in dit stadje, net als in alle andere Bosnische steden en plaatsen. Ook in Konjic bevindt zich een als werelderfgoed erkende necropolis met middeleeuwse stećci-grafstenen.

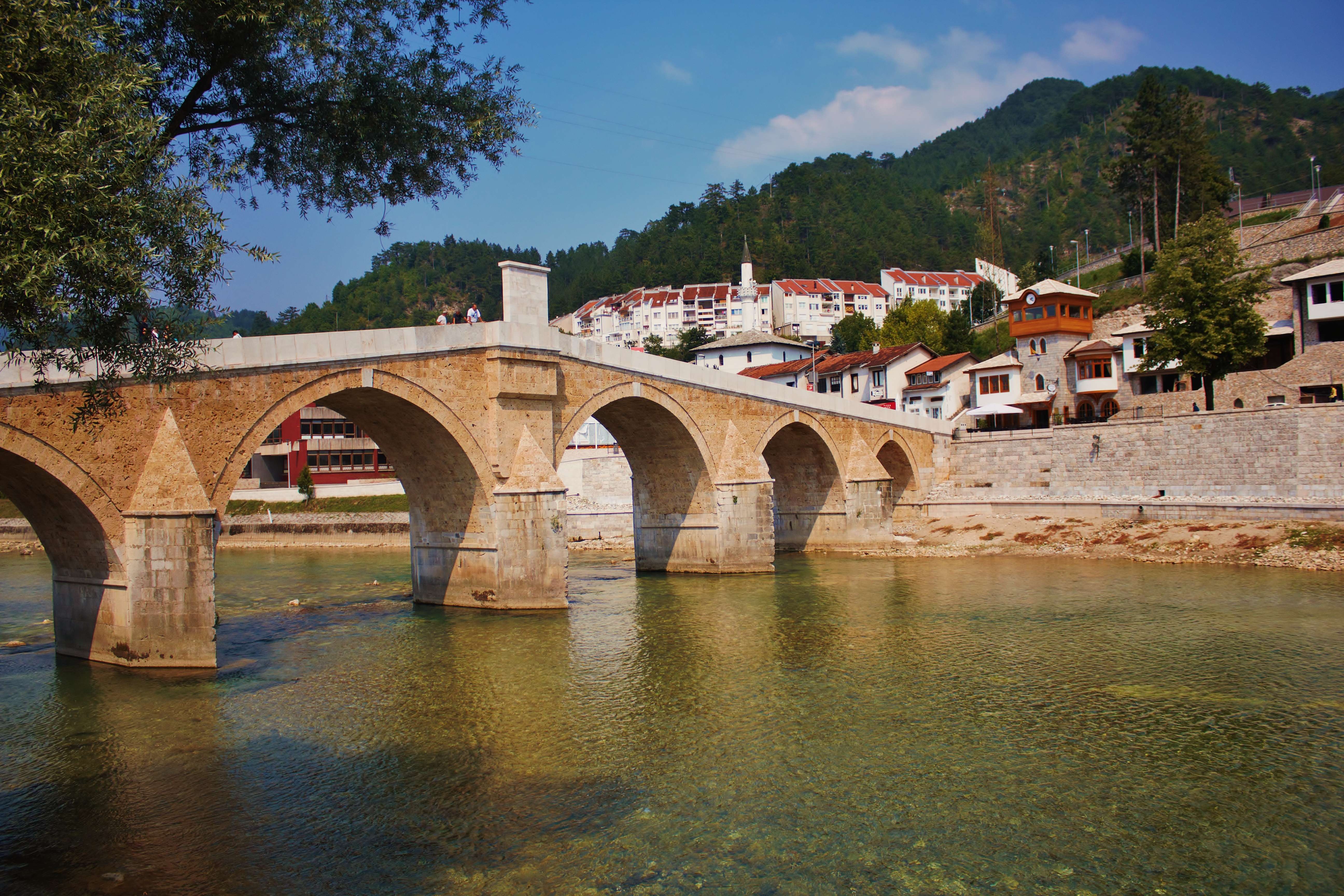
Konjic

Federatie van Bosnië en Herzegovina:

Banovići · Bihać · Bosanska Krupa · Bosanski Petrovac · Bosansko Grahovo · Breza · Bugojno · Busovača · Bužim · Čapljina · Cazin · Čelić · Centar · Čitluk · Drvar · Doboj Istok · Doboj Jug · Dobretići · Domaljevac-Šamac · Donji Vakuf · Foča-Ustikolina · Fojnica · Glamoč · Goražde · Gornji Vakuf-Uskoplje · Gračanica · Gradačac · Grude · Hadžići · Ilidža · Ilijaš · Jablanica · Jajce · Kakanj · Kalesija · Kiseljak · Kladanj · Ključ · Konjic · Kreševo · Kupres · Livno · Ljubuški · Lukavac · Maglaj · Mostar · Neum · Novi Grad · Novo Sarajevo · Novi Travnik · Odžak · Olovo · Orašje · Pale-Prača · Posušje · Prozor-Rama · Ravno · Sanski Most · Sapna · Široki Brijeg · Srebrenik · Stari Grad · Stolac · Teočak · Tešanj · Tomislavgrad · Travnik · Trnovo · Tuzla · Usora · Vareš · Velika Kladuša · Visoko · Vitez · Vogošća · Zavidovići · Zenica · Žepče · Živinice

De hoofdstad Sarajevo bestaat uit de gemeenten Centar, Novi Grad, Novo Sarajevo en Stari Grad.
Servische Republiek:

Banja Luka · Berkovići · Bijeljina · Bileća · Bosanska Kostajnica · Brod · Bratunac · Čajniče · Čelinac · Derventa · Doboj · Donji Žabar · Foča · Gacko · Gradiška · Han Pijesak · Istočni Drvar · Istočna Ilidža · Istočni Mostar · Istočno Novo Sarajevo · Istočno Sarajevo · Istočni Stari Grad · Jezero · Kalinovik · Kneževo · Kozarska Dubica · Kotor Varoš · Krupa na Uni · Srpski Kupres · Laktaši · Ljubinje · Lopare · Milići · Modriča · Mrkonjić Grad · Nevesinje · Novi Grad · Osmaci · Oštra Luka · Pale · Pelagićevo · Petrovac · Petrovo · Prijedor · Prnjavor · Ribnik · Rogatica · Rudo · Šamac · Šekovići · Šipovo · Sokolac · Srbac · Srebrenica · Teslić · Trebinje · Trnovo · Ugljevik · Ustiprača · Višegrad · Vlasenica · Vukosavlje · Zvornik